# Риель
Рие́ль (кхмер. រៀល риел), также Камбоджийский риель (кхмер. រៀលកម្ពុជា риел кампутьеа) — денежная единица Королевства Камбоджа. Выпускается Национальным банком Камбоджи. Буквенный код риеля в стандарте ISO 4217 — KHR, цифровой — 116. Официальный символ — ៛. С конца 1990-х годов обменный курс риеля стабилен и составляет от 4000:1 до 4100:1 по отношению к доллару США, который де-факто является второй валютой Камбоджи для коммерческих операций. С 2024 года банкнота номинала 200 000 риелей является самой крупной купюрой в обращении.
Риель был введён в 1955 году, заменив индокитайский пиастр. Во время правления красных кхмеров, с 1975 по 1980 год, в стране не было денежной системы, так как использование денег было запрещено. Повторно риель был введён с 1 апреля 1980 года, но риель так и не получил широкого общественного признания, и большинство камбоджийцев даже сегодня предпочитает пользоваться долларами США, значительная масса которых осела в Камбодже после миротворческой операции ООН в 1992—1993 годах, риель же используется для мелких денежных операций и как разменная единица доллара США. Раньше риель подразделился на 100 сенов.

## История
Денежная единица Камбоджи до 1955 года — индокитайский пиастр. 6 января 1955 года в обращение выпущен камбоджийский риель (= 100 сенам), равный пиастру.
При режиме Пол Пота были отпечатаны банкноты нового образца, но в обращение не выпущены. 17 апреля 1975 года денежное обращение и банковская система отменены.
В 1978—1980 годах в обращении использовались вьетнамские, таиландские и другие иностранные деньги. 20 марта 1980 года вновь утверждена национальная денежная единица — риель (= 100 сенов), 1 апреля 1980 года начат выпуск монет и банкнот.
Режим красных кхмеров дважды печатал свои банкноты, в 1975 и 1993 году. Первая серия так и не вошла в обращение, поскольку после занятия Пномпеня было объявлено о полной отмене денег и частной собственности. Вторая серия имела ограниченное хождение на контролируемых ими территориях.

## Монеты

### Первый риель

#### Монеты 1959 года
| Изображение | Изображение | Номинал (сенов) | Материал | Гурт    | Диаметр (мм) | Толщина (мм) | Масса (г) | Годы выпуска |
| ----------- | ----------- | --------------- | -------- | ------- | ------------ | ------------ | --------- | ------------ |
|             |             | 10              | Алюминий | гладкий | 23           | 2            | 1.3       | 1959         |
|             |             | 20              | Алюминий | гладкий | 27           | 2            | 2.2       | 1959         |
|             |             | 50              | Алюминий | гладкий | 31           | 2            | 3.75      | 1959         |

#### Монеты 1970 года
| Изображение | Номинал (риелей) | Материал              | Гурт    | Диаметр (мм) | Толщина (мм) | Масса (г) | Годы выпуска |
| ----------- | ---------------- | --------------------- | ------- | ------------ | ------------ | --------- | ------------ |
|             | 1                | медно-никелевый сплав | гладкий | 19.42        | 2.8          | 2.85      | 1970         |

### Второй риель

#### Монеты 1979 года
| Изображение | Номинал (сенов) | Материал | Гурт    | Диаметр (мм) | Толщина (мм) | Масса (г) | Годы выпуска |
| ----------- | --------------- | -------- | ------- | ------------ | ------------ | --------- | ------------ |
|             | 5               | Алюминий | гладкий | 22.4         | 1.5          | 2.49      | 1979         |

#### Монеты 1994 года
В обращении находятся монеты номиналом 50, 100, 200 и 500 риелей, отчеканенные в 1994 году и выпущенные в 1995 году.
| Монеты в обращении | Монеты в обращении | Монеты в обращении | Монеты в обращении                         | Монеты в обращении | Монеты в обращении | Монеты в обращении | Монеты в обращении | Монеты в обращении |
| Аверс              | Реверс             | Номинал (риелей)   | Материал                                   | Диаметр (мм)       | Толщина (мм)       | Масса (г)          | Описание | Год чеканки        |
| ------------------ | ------------------ | ------------------ | ------------------------------------------ | ------------------ | ------------------ | ------------------ | --- | ------------------ |
|                    |                    | 50                 | нержавеющая сталь                          | 16,00              | 1,00               | 1,60               | Аверс: Монумент Независимости в Пномпене, название государства Реверс: номинал в орнаментальном обрамлении Гурт гладкий               | 1994               |
|                    |                    | 100                | нержавеющая сталь                          | 18,00              | 1,16               | 2,00               | Аверс: храмовый комплекс Ангкор-Ват, название государства Реверс: номинал в орнаментальном обрамлении Гурт гладкий                    | 1994               |
|                    |                    | 200                | нержавеющая сталь                          | 20,00              | 1,10               | 2,40               | Аверс: свиток с Конституцией на церемониальном подносе, название государства Реверс: номинал в орнаментальном обрамлении Гурт гладкий | 1994               |
|                    |                    | 500                | центр: нержавеющая сталь, кольцо: Cu-Al-Ni | 26,00              | 2,00               | 6,50               | Аверс: герб и название государства Реверс: номинал в орнаментальном обрамлении Гурт прерывисто-рубчатый                               | 1994               |

## Банкноты

### Первый риель

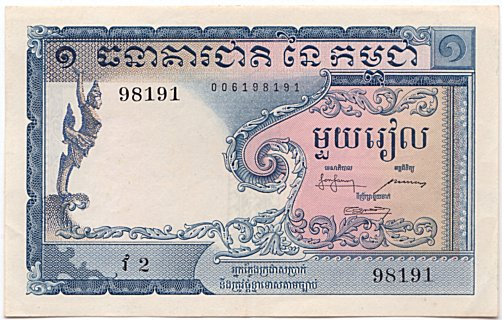
1 риель 1955 года, аверс
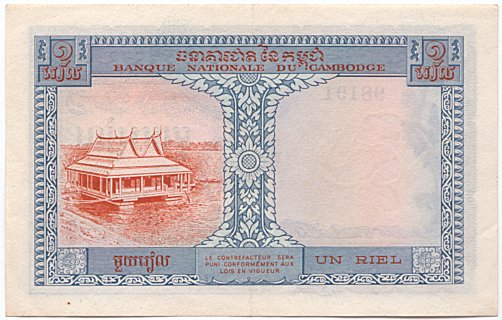
1 риель 1955 года, реверс
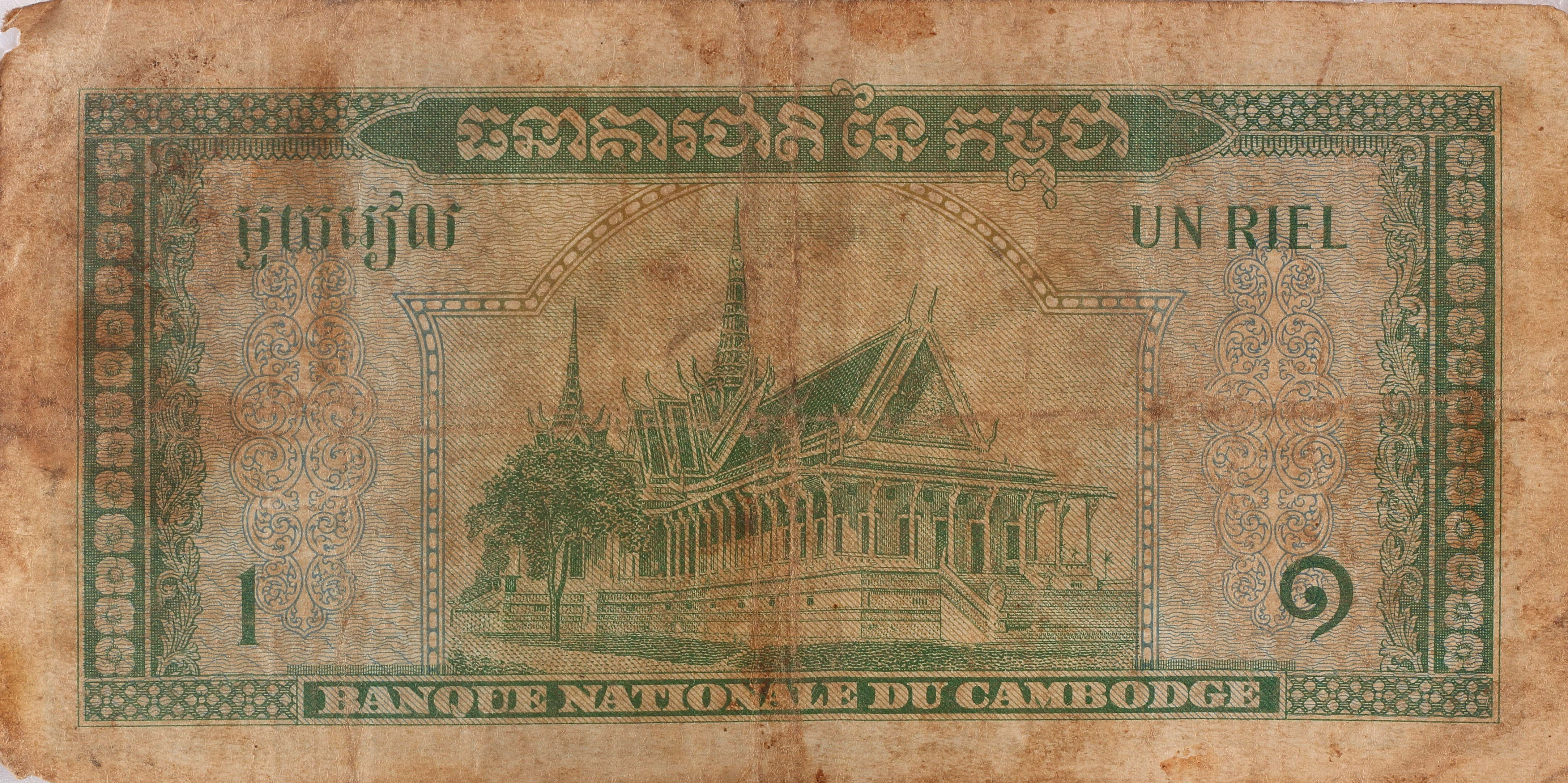
1 риель 1972 года, реверс
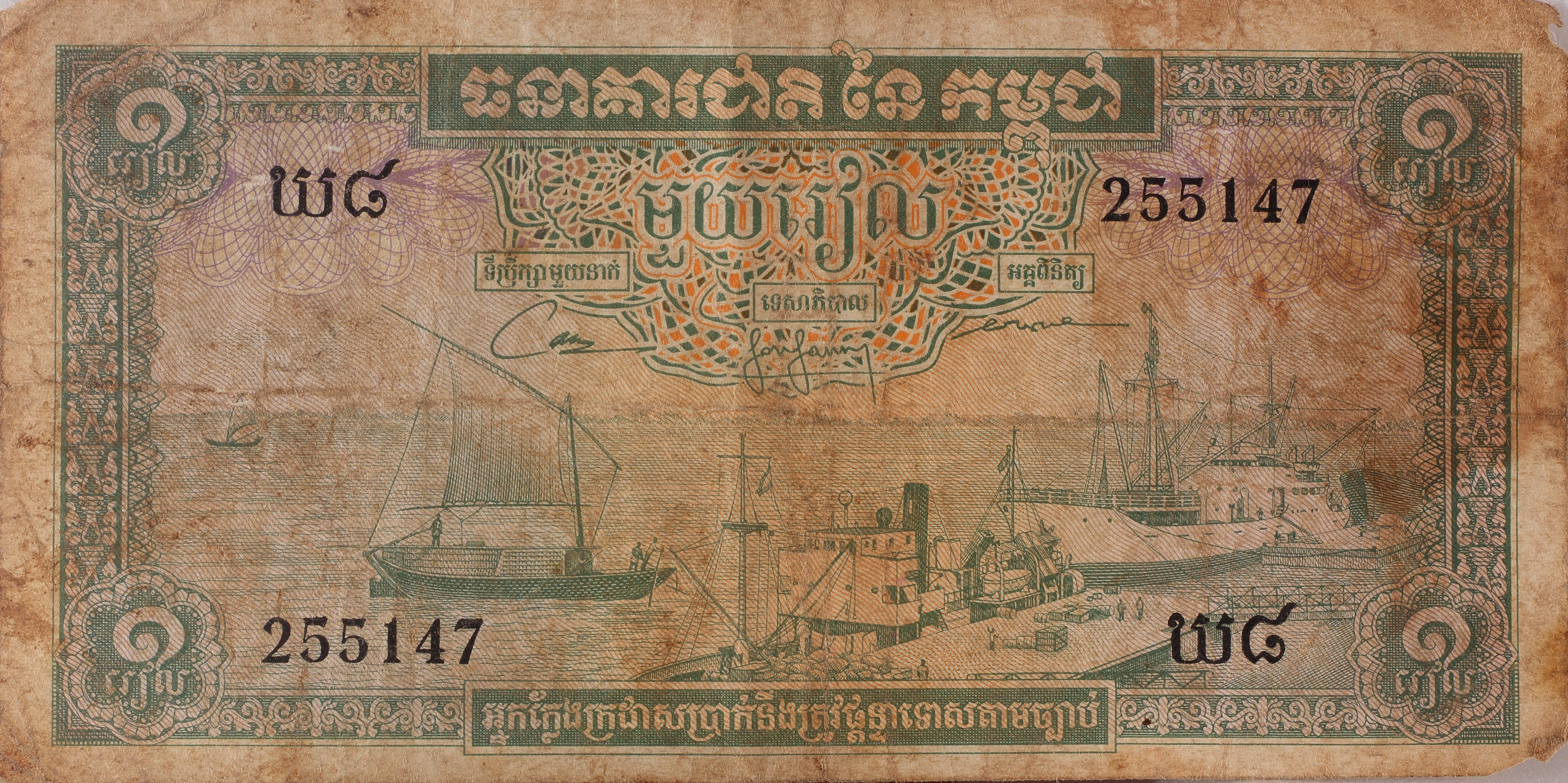
1 риель 1972 года, аверс
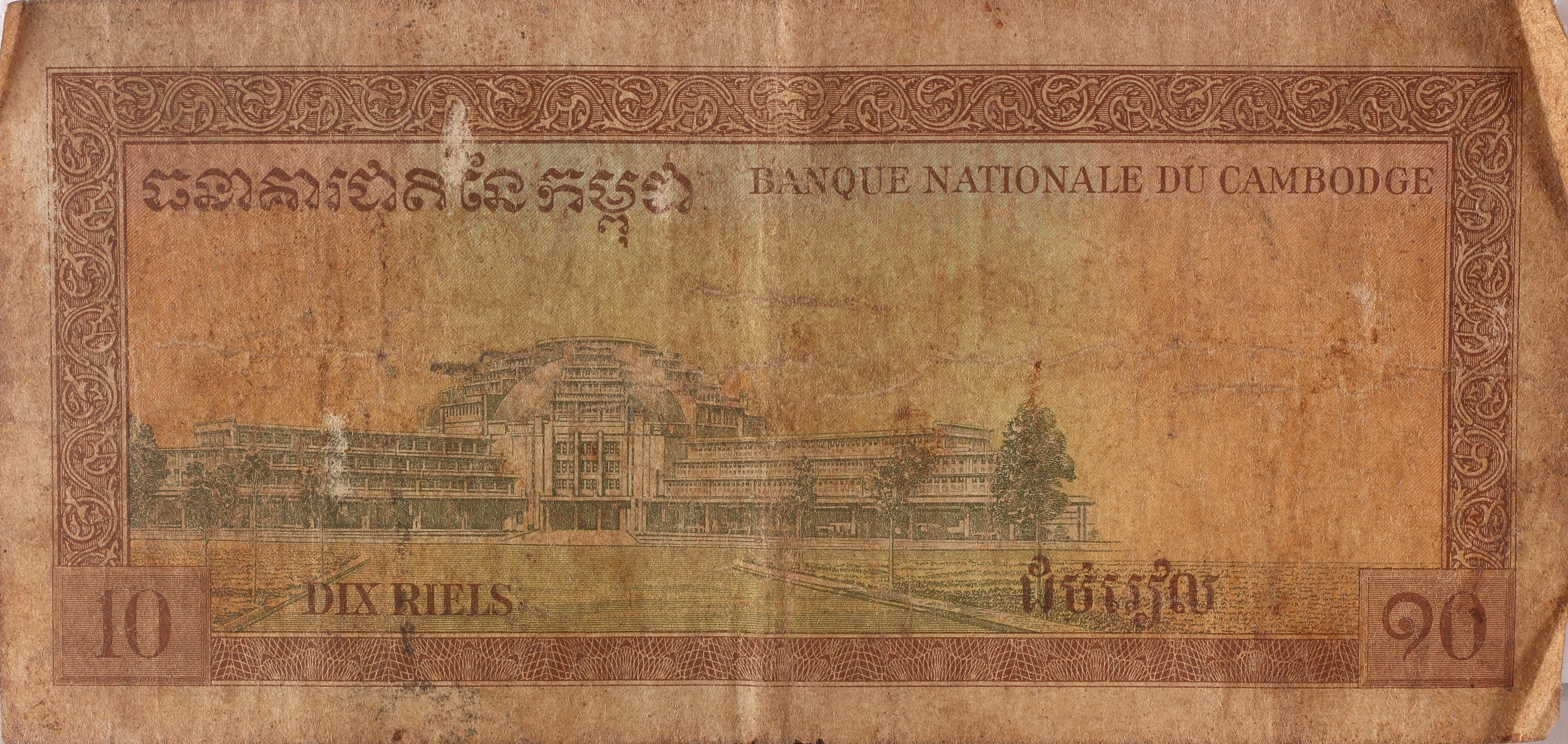
10 риелей 1972 года, реверс
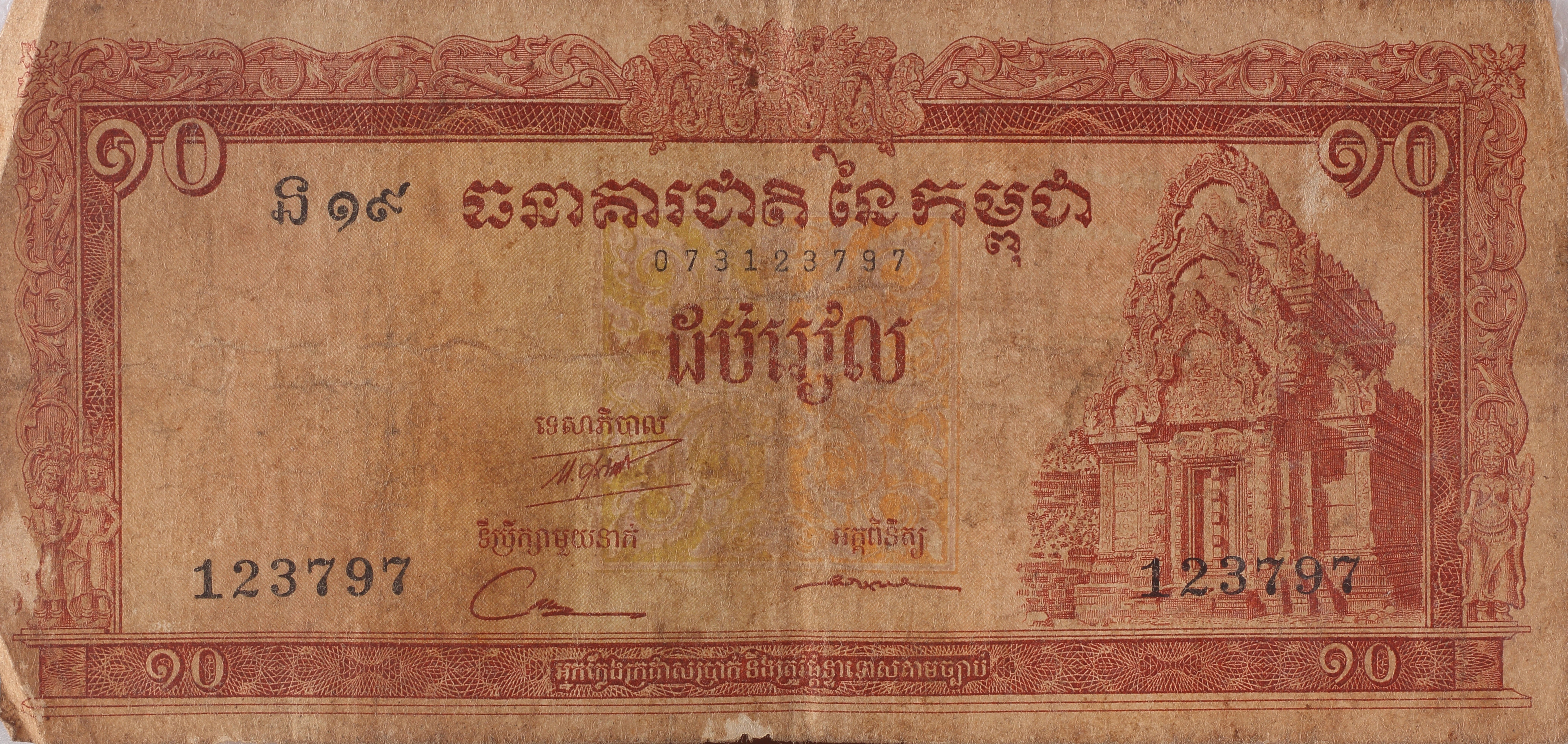
10 риелей 1972 года, аверс
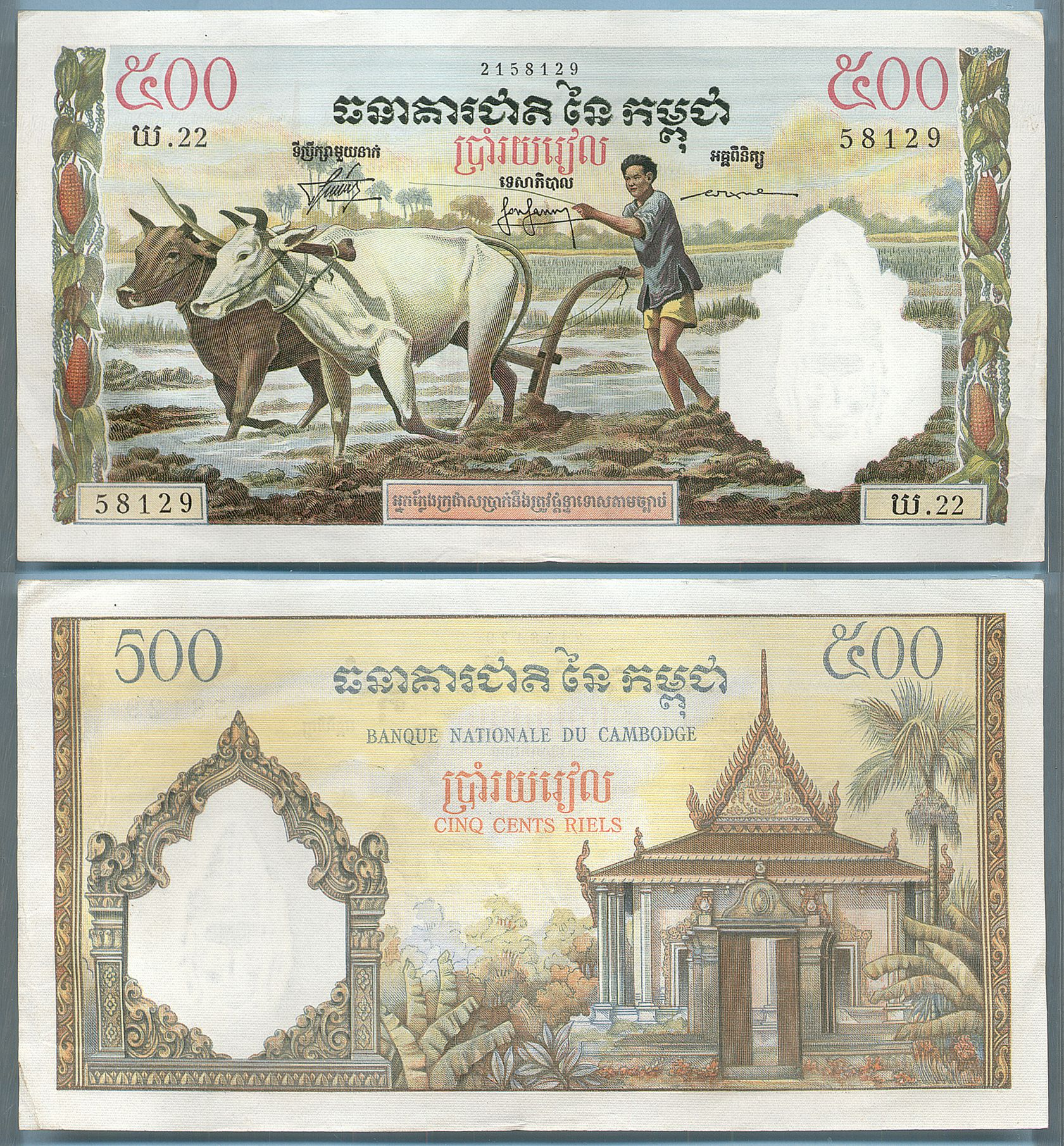
500 риелей 1972 года
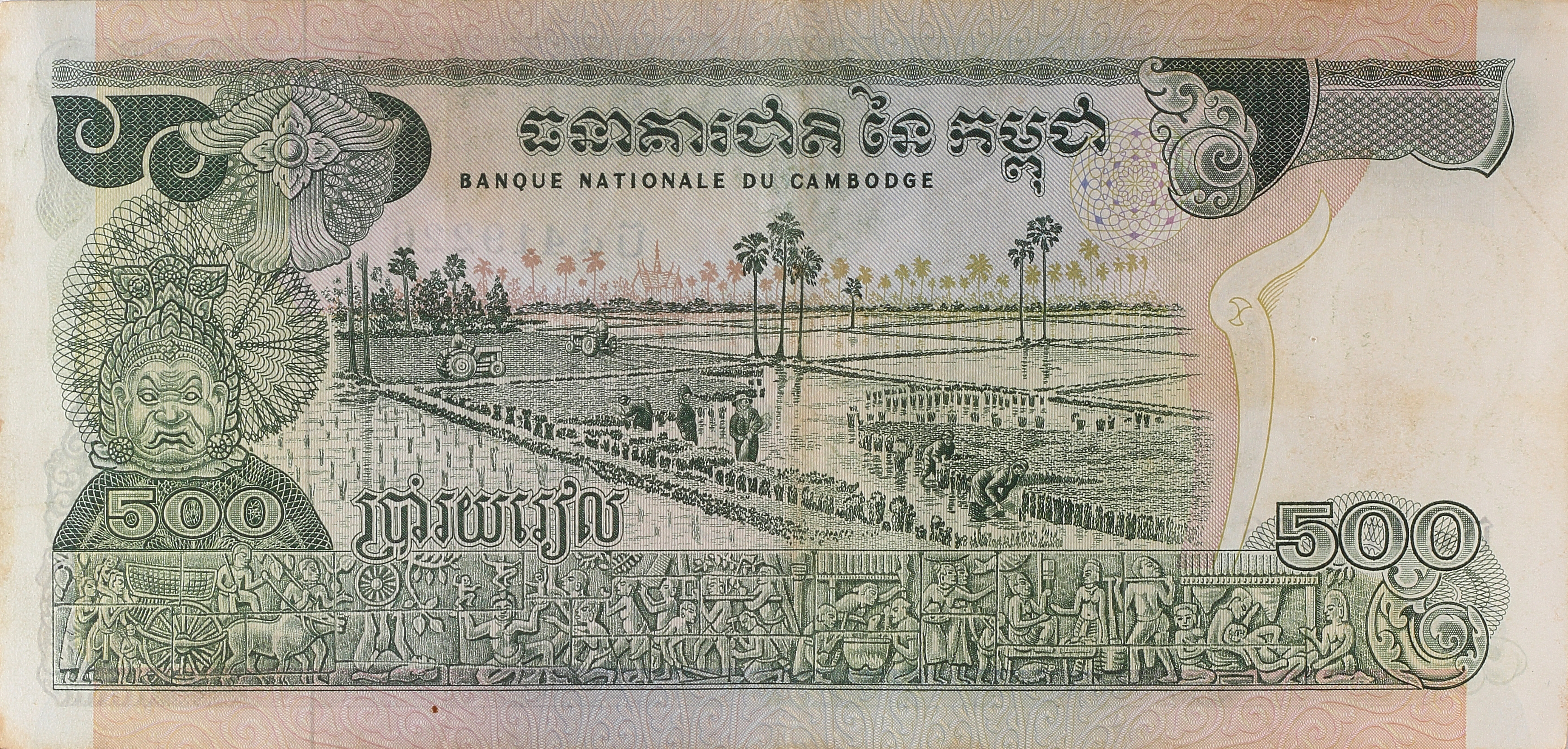
500 риелей 1975 года, реверс
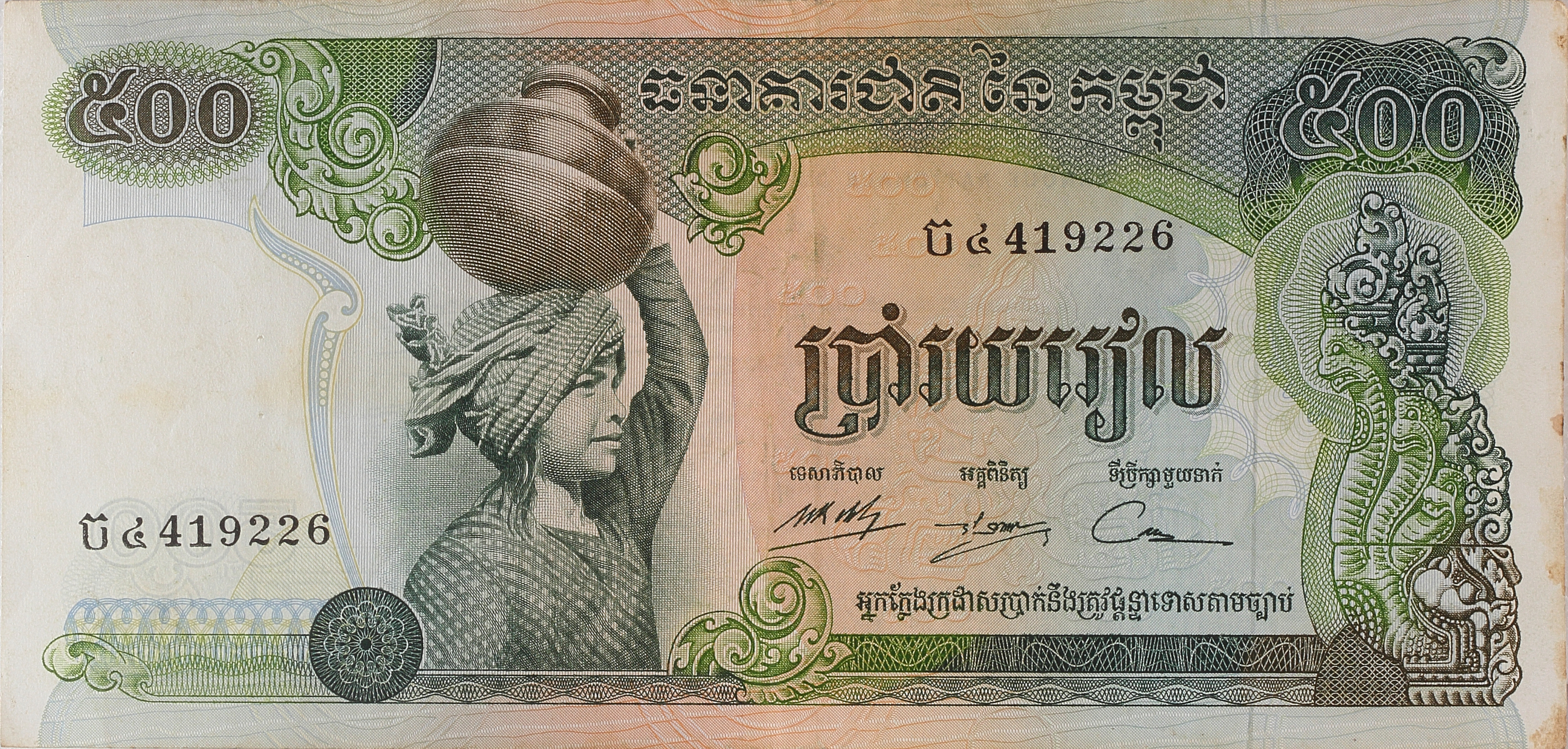
500 риелей 1975 года, аверс

### Банкнотыкрасных кхмеров
- Красные кхмеры незадолго до захвата власти (1975) напечатали серию банкнот, однако они не поступили в обращение. После их прихода к власти (Демократическая Кампучия) деньги в стране были отменены, фактической валютой был рис[источник не указан 4836 дней].
- Вторично красные кхмеры в 1993—1999 годах выпустили серию банкнот для обращения на контролируемых ими территориях, которые, по-видимому, так и не поступили в обращение в связи с быстрой утратой ими в указанный период территорий, влияния и международного признания.

| Серия 1975 года                                | Серия 1975 года   | Серия 1975 года  | Серия 1975 года | Серия 1975 года            | Серия 1975 года                      | Серия 1975 года                                                                         | Серия 1975 года | Серия 1975 года |
| Изображение                                    | Изображение       | Номинал (риелей) | Размеры (мм)    | Основные цвета             | Описание                             | Описание                                                                                | Описание        | Годы печати     |
| Лицевая сторона                                | Оборотная сторона | Номинал (риелей) | Размеры (мм)    | Основные цвета             | Лицевая сторона                      | Оборотная сторона                                                                       | Водяной знак    | Годы печати     |
| ---------------------------------------------- | ----------------- | ---------------- | --------------- | -------------------------- | ------------------------------------ | --------------------------------------------------------------------------------------- | --------------- | --------------- |
|                                                |                   | 0.1              | 100×50          | фиолетовый                 | Минометный расчет                    | Измельчение риса                                                                        | нет             | 1975            |
|                                                |                   | 0.5              | 110×50          | персиковый, светло-зелёный | Бойцы на марше                       | четыре лица бодхисаттвы Авалокитешвары из храмового комплекса Байон, рабочий за станком | нет             | 1975            |
|                                                |                   | 1                | 120×57          | красный                    | Фермеры в поле                       | Женщина за токарным станком                                                             | Храм Ангкор-Ват | 1975            |
|                                                |                   | 5                | 120×57          | бирюзовый, розовый         | Храм Ангкор-Ват                      | Сельскохозяйственные работы                                                             | Храм Ангкор-Ват | 1975            |
|                                                |                   | 10               | 133×67          | жёлтый, бирюзовый          | Пулемётный расчёт                    | Сбор риса                                                                               | Храм Ангкор-Ват | 1975            |
|                                                |                   | 50               | 140×71          | розовый, жёлтый, бирюзовый | Уборка риса, храмовый комплекс Байон | Женское ополчение с РПГ                                                                 | Храм Ангкор-Ват | 1975            |
|                                                |                   | 100              | 162×73          | розовый, жёлтый            | Рабочие на заводе                    | Уборка риса                                                                             | Храм Ангкор-Ват | 1975            |
| Масштаб изображений — 1,0 пикселя на миллиметр |                   |                  |                 |                            |                                      |                                                                                         |                 |                 |

### Второй риель
В обороте находятся банкноты номиналом 50, 100, 200, 500, 1000, 2000, 5000, 10 000, 20 000, 50 000 и 100 000 риелей различных годов выпуска. В связи с высокой инфляцией и существованием монет аналогичного номинала, банкноты номиналом 50, 100, 200 и 500 риелей, являясь законным платежным средством, в обращении практически не встречаются.
Банкноты старых выпусков изымаются из обращения по мере износа.
Аннулированы все банкноты, выпущенные ранее 1995 года.

#### Серия 1979—1987 годов
| Серия 1979—1987 годов                          | Серия 1979—1987 годов | Серия 1979—1987 годов | Серия 1979—1987 годов | Серия 1979—1987 годов     | Серия 1979—1987 годов                                                                          | Серия 1979—1987 годов                                        | Серия 1979—1987 годов | Серия 1979—1987 годов |
| Изображение                                    | Изображение           | Номинал (риелей)      | Размеры (мм)          | Основные цвета            | Описание                                                                                       | Описание                                                     | Описание              | Годы печати           |
| Лицевая сторона                                | Оборотная сторона     | Номинал (риелей)      | Размеры (мм)          | Основные цвета            | Лицевая сторона                                                                                | Оборотная сторона                                            | Водяной знак          | Годы печати           |
| ---------------------------------------------- | --------------------- | --------------------- | --------------------- | ------------------------- | ---------------------------------------------------------------------------------------------- | ------------------------------------------------------------ | --------------------- | --------------------- |
|                                                |                       | 0.1                   | 100×50                | зелёный                   | Герб НРК, номинал                                                                              | Крестьяне с запряженными буйволами на фоне тракторов и пальм | нет                   | 1979                  |
|                                                |                       | 0.2                   | 107×53                | персиковый, темно-зелёный | Герб НРК, номинал                                                                              | Крестьяне с буйволами на рисовом поле                        | нет                   | 1979                  |
|                                                |                       | 0.5                   | 114×57                | оранжевый                 | Герб НРК, номинал, поезд                                                                       | Сцена рыбалки на фоне восходящего солнца и пальм             | нет                   | 1979                  |
|                                                |                       | 1                     | 124×62                | жёлтый                    | Герб НРК, номинал                                                                              | Женщины на уборке риса, буйволы, пальмы.                     | нет                   | 1979                  |
|                                                |                       | 5                     | 130×65                | коричневый, оранжевый     | Интеллигент с книгой, крестьянка с пшеницей, рабочий с молотом и солдат со автоматом, герб НРК | Монумент Независимости в Пномпене                            | нет                   | 1979, 1987            |
|                                                |                       | 10                    | 140×70                | фиолетовый, бирюзовый     | Герб НРК, сбор фруктов                                                                         | Школьники на построении                                      | нет                   | 1979, 1987            |
|                                                |                       | 20                    | 148×74                | фиолетовый                | Герб НРК, номинал                                                                              | Сцена лесозаготовки                                          | Герб НРК              | 1979                  |
|                                                |                       | 50                    | 157×78                | кирпичный                 | Герб НРК, храмовый комплекс Байон                                                              | храмовый комплекс Ангкор-Ват                                 | Герб НРК              | 1979                  |
| Масштаб изображений — 1,0 пикселя на миллиметр |                       |                       |                       |                           |                                                                                                |                                                              |                       |                       |

#### Серия 1990—1992 годов
| Серия 1990—1992 годов                          | Серия 1990—1992 годов | Серия 1990—1992 годов | Серия 1990—1992 годов | Серия 1990—1992 годов | Серия 1990—1992 годов                                                                             | Серия 1990—1992 годов                                               | Серия 1990—1992 годов |
| Изображение                                    | Изображение           | Номинал (риелей)      | Размеры (мм)          | Основные цвета        | Описание                                                                                          | Описание                                                            | Годы печати           |
| Лицевая сторона                                | Оборотная сторона     | Номинал (риелей)      | Размеры (мм)          | Основные цвета        | Лицевая сторона                                                                                   | Оборотная сторона                                                   | Годы печати           |
| ---------------------------------------------- | --------------------- | --------------------- | --------------------- | --------------------- | ------------------------------------------------------------------------------------------------- | ------------------------------------------------------------------- | --------------------- |
|                                                |                       | 50                    | 130×60                | коричневый жёлтый     | Портрет мужчины, герб Государства Камбоджа                                                        | Корабли у причала                                                   | 1992                  |
|                                                |                       | 100                   | 138×63                | бирюзовый             | Монумент Независимости в Пномпене, портрет мужчины, герб Государства Камбоджа                     | Сборщики сока на плантации каучуконосов                             | 1990                  |
|                                                |                       | 200                   | 146×68                | зелёный, коричневый   | водоспуск                                                                                         | четыре лица бодхисаттвы Авалокитешвары из храмового комплекса Байон | 1992                  |
|                                                |                       | 500                   | 150×71                | красный               | храмовый комплекс Ангкор-Ват, герб Государства Камбоджа                                           | трактора на поле                                                    | 1991                  |
|                                                |                       | 1000                  | 156×75                | зелёный               | Археологические руины буддийского храма в Неак Пеане на круглом острове в Преах-хан-Барае, Ангкор | Сцена рыбалки на фоне восходящего солнца и пальм                    | 1992                  |
|                                                |                       | 2000                  | 156×73                | зелёный коричневый    | храмовый комплекс Прэахвихеа, портрет Нородома Сианука                                            | номинал                                                             | 1992                  |
| Масштаб изображений — 1,0 пикселя на миллиметр |                       |                       |                       |                       |                                                                                                   |                                                                     |                       |

#### Серия 1995—1999 годов
| Серия 1995—1999 годов                                                                                        | Серия 1995—1999 годов | Серия 1995—1999 годов | Серия 1995—1999 годов | Серия 1995—1999 годов     | Серия 1995—1999 годов                                            | Серия 1995—1999 годов                                               | Серия 1995—1999 годов |
| Изображение                                                                                                  | Изображение           | Номинал (риелей)      | Размеры (мм)          | Основные цвета            | Описание                                                         | Описание                                                            | Годы печати           |
| Лицевая сторона                                                                                              | Оборотная сторона     | Номинал (риелей)      | Размеры (мм)          | Основные цвета            | Лицевая сторона                                                  | Оборотная сторона                                                   | Годы печати           |
| --- | --------------------- | --------------------- | --------------------- | ------------------------- | ---------------------------------------------------------------- | ------------------------------------------------------------------- | --------------------- |
| |                       | 100                   | 123×59                | зелёный голубой           | Монумент Независимости в Пномпене, герб государства              | сбор каучука в посадках гевеи бразильской                           | 1995 1998             |
| |                       | 200                   | 126×60                | коричневый зелёный        | водоспуск, герб государства                                      | четыре лица бодхисаттвы Авалокитешвары из храмового комплекса Байон | 1995 1998             |
| |                       | 500                   | 133×62                | красный фиолетовый        | вид на Ангкор-Ват, герб государства                              | рисовые поля                                                        | 1996 1998             |
| |                       | 1000                  | 128×67                | зелёный                   | четыре лица бодхисаттвы Авалокитешвары                           | корпус Чанчайя Королевского дворца в Пномпене                       | 1995                  |
| |                       | 1000                  | 138×64                | коричневый зелёный        | храмовый комплекс Байон, голова наги                             | строительная площадка                                               | 1999                  |
| |                       | 2000                  | 128×67                | красно-коричневый зелёный | Тонлесап (озеро)                                                 | храмовый комплекс Ангкор-Ват                                        | 1995                  |
| |                       | 5000                  | 138×67                | синий жёлтый              | портрет Нородома Сианука, храмовый комплекс Бантеайсрей          | центральный универмаг в Пномпене                                    | 1995 1998             |
| |                       | 10 000                | 138×67                | зелёный синий             | портрет Нородома Сианука, четыре лица бодхисаттвы Авалокитешвары | каноэ с людьми                                                      | 1995 1998             |
| |                       | 20 000                | 147×67                | красный                   | портрет Нородома Сианука, порт Пномпеня                          | Тронный зал Королевского дворца в Пномпене                          | 1995                  |
| |                       | 50 000                | 147×67                | зелёный тёмно-коричневый  | портрет Нородома Сианука, храмовый комплекс Прэахвихеа           | вид на храмовый комплекс Прэахвихеа                                 | 1995 1998             |
| |                       | 100 000               | 156×67                | зелёный                   | портреты Нородома Сианука и королевы Монинеат                    | Нородом Сианук с женой приветствуют народ                           | 1995                  |
| Масштаб изображений — 1,0 пикселя на миллиметр. Годы печати, обозначенные курсивом, на банкнотах не указаны. |                       |                       |                       |                           |                                                                  |                                                                     |                       |

#### Серия 2001—2007 годов
| Серия 2001—2007 годов                          | Серия 2001—2007 годов | Серия 2001—2007 годов | Серия 2001—2007 годов | Серия 2001—2007 годов         | Серия 2001—2007 годов                          | Серия 2001—2007 годов                                   | Серия 2001—2007 годов |
| Изображение                                    | Изображение           | Номинал (риелей)      | Размеры (мм)          | Основные цвета                | Описание                                       | Описание                                                | Годы печати           |
| Лицевая сторона                                | Оборотная сторона     | Номинал (риелей)      | Размеры (мм)          | Основные цвета                | Лицевая сторона                                | Оборотная сторона                                       | Годы печати           |
| ---------------------------------------------- | --------------------- | --------------------- | --------------------- | ----------------------------- | ---------------------------------------------- | ------------------------------------------------------- | --------------------- |
|                                                |                       | 50                    | 130×60                | коричневый жёлтый             | храмовый комплекс Бантеайсрей, голова наги     | вид на дамбу                                            | 2002                  |
|                                                |                       | 100                   | 130×60                | коричневый фиолетовый зелёный | Монумент Независимости в Пномпене, голова наги | здание школы, дети                                      | 2001                  |
|                                                |                       | 500                   | 138×64                | красный фиолетовый            | храмовый комплекс Ангкор-Ват, голова наги      | мост Кизуна в Кампонгтяме                               | 2002 2004 2014        |
|                                                |                       | 1000                  | 138×64                | синий коричневый              | храмовый комплекс Байон                        | грузовой порт Сиануквиль                                | 2005 2007 2014        |
|                                                |                       | 2000                  | 146×68                | жёлтый серый                  | храмовый комплекс Прэахвихеа, голова наги      | храмовый комплекс Ангкор-Ват, крестьяне, собирающие рис | 2007 2015             |
|                                                |                       | 5000                  | 146×68                | зелёный коричневый            | портрет Нородома Сианука, голова наги          | мост Спин Праптос                                       | 2001 2002 2004 2007   |
|                                                |                       | 10 000                | 146×68                | голубой розовый               | портрет Нородома Сианука, голова наги          | Праздник воды на фоне королевского дворца               | 2001 2005 2006        |
|                                                |                       | 50 000                | 150×70                | многоцветная                  | портрет Нородома Сианука, голова наги          | храмовый комплекс Ангкор-Ват                            | 2001                  |
| Масштаб изображений — 1,0 пикселя на миллиметр |                       |                       |                       |                               |                                                |                                                         |                       |

#### Серия 2008—2015 годов
| Серия 2008—2015 годов                          | Серия 2008—2015 годов | Серия 2008—2015 годов | Серия 2008—2015 годов | Серия 2008—2015 годов      | Серия 2008—2015 годов                                                        | Серия 2008—2015 годов | Серия 2008—2015 годов |
| Изображение                                    | Изображение           | Номинал (риелей)      | Размеры (мм)          | Основные цвета             | Описание                                                                     | Описание | Годы печати           |
| Лицевая сторона                                | Оборотная сторона     | Номинал (риелей)      | Размеры (мм)          | Основные цвета             | Лицевая сторона                                                              | Оборотная сторона | Годы печати           |
| ---------------------------------------------- | --------------------- | --------------------- | --------------------- | -------------------------- | ---------------------------------------------------------------------------- | --- | --------------------- |
|                                                |                       | 100                   | 138×64                | оранжевый коричневый серый | портрет Нородома Сианука в образе молодого монаха, статуя Будды, голова наги | Серебряная пагода, статуя Будды                                                                                                 | 2014                  |
|                                                |                       | 500                   | 138×64                | розовый серый              | портрет Нородома Сиамони, голова наги                                        | мост Кизуна в Кампонгтяме, мост в Неак Лёунге                                                                                   | 2014                  |
|                                                |                       | 1000                  | 146×68                | голубой коричневый         | портрет Нородома Сианука, герб государства, голова наги                      | королевский дворец, погребальное судно с телом монарха                                                                          | 2012                  |
|                                                |                       | 2000                  | 146×68                | зелёный серый              | портрет Нородома Сианука, герб государства, сосуд, голова наги               | Нородом Сианук проводит солдат через реку, Монумент Независимости в Пномпене                                                    | 2013                  |
|                                                |                       | 5000                  | 146×68                | фиолетовый, коричневый     | портрет Нородома Сианука, герб государства, голова наги                      | Голова наги, мост Спин Праптос, замораживание, колесница                                                                        | 2015                  |
|                                                |                       | 10 000                | 155×72                | голубой серый              | портрет Нородома Сианука, голова наги                                        | Археологические руины буддийского храма в Неак Пеане на круглом острове в Преах-хан-Барае, Ангкор; каменная статуя коня, балаха | 2015                  |
|                                                |                       | 20 000                | 155×72                | фиолетовый розовый         | портрет Нородома Сиамони, голова наги                                        | вид на Ангкор-Ват, четыре лица бодхисаттвы Авалокитешвары                                                                       | 2008                  |
|                                                |                       | 50 000                | 155×72                | коричневый бурый серый     | портрет Нородома Сианука, голова наги                                        | слон на фоне храмового комплекса                                                                                                | 2013                  |
|                                                |                       | 100 000               | 170×75                | зелёный серый              | портреты Нородома Сианука и королевы Монинеат, герб государства, голова наги | королевская семья с сыном Нородомом Сиамони, каменный барельеф                                                                  | 2012                  |
| Масштаб изображений — 1,0 пикселя на миллиметр |                       |                       |                       |                            |                                                                              | |                       |

#### Серия 2016—2022 годов
| Серия 2016—2022 годов                          | Серия 2016—2022 годов | Серия 2016—2022 годов | Серия 2016—2022 годов | Серия 2016—2022 годов                          | Серия 2016—2022 годов                                              | Серия 2016—2022 годов                                                                                 | Серия 2016—2022 годов |
| Изображение                                    | Изображение           | Номинал (риелей)      | Размеры (мм)          | Основные цвета                                 | Описание                                                           | Описание                                                                                              | Годы печати           |
| Лицевая сторона                                | Оборотная сторона     | Номинал (риелей)      | Размеры (мм)          | Основные цвета                                 | Лицевая сторона                                                    | Оборотная сторона                                                                                     | Годы печати           |
| ---------------------------------------------- | --------------------- | --------------------- | --------------------- | ---------------------------------------------- | ------------------------------------------------------------------ | --- | --------------------- |
|                                                |                       | 200                   | 138×64                | серый, зеленый, оранжевый                      | портрет Нородома Сианука                                           | Павильон лунного света Королевского дворца в Пномпене, статуя короля Сисовата работы Пола Дукуинга    | 2022                  |
|                                                |                       | 1000                  | 145×68                | фиолетовый, синий                              | портрет Нородома Сианука, герб государства, голова наги            | Тронный зал королевского дворца, Киннари (получеловек-полуптица)                                      | 2016                  |
|                                                |                       | 2000                  | 146×68                | зеленый, оранжевый, черный, коричневый, желтый | портрет Нородома Сианука, герб государства, голова наги            | Древний каменный артефакт, археологические руины                                                      | 2022                  |
|                                                |                       | 15 000                | 170×75                | пурпурный                                      | портрет Нородома Сиамони, голова наги                              | Коронация Нородома Сиамони, мемориал Вин-Вин, трехголовый слон, несущий, гаруду с лебедем             | 2019                  |
|                                                |                       | 20 000                | 155×73                | Светлый, темно-розовый, серый                  | портрет Нородома Сиамони, голова наги                              | Бантеайсрей                                                                                           | 2017                  |
|                                                |                       | 30 000                | 170×75                | Зеленый, коричневый, фиолетовый                | портрет Нородома Сиамони, голова наги                              | Нородом Сианук и премьер-министр Хун Сен, Королевский дворец, Эйфелева башня и Монумент Независимости | 2021                  |
|                                                |                       | 200 000               | 170×76                | Коричневый, фиолетовый                         | портрет Нородома Сиамони и Нородома Монинеата Сианука, голова наги | Нородом Сиамони и Авалокитешвара, Байон                                                               | 2024                  |
| Масштаб изображений — 1,0 пикселя на миллиметр |                       |                       |                       |                                                |                                                                    | |                       |